# ゾンビーズ
ゾンビーズ（The Zombies）は、1961年に結成されたイギリスのソフト・ロック・バンド、ビート・グループである。「シーズ・ノット・ゼア」「テル・ハー・ノー」「ふたりのシーズン」などのヒット曲で知られている。セカンド・アルバムの『オデッセイ・アンド・オラクル』は、ローリング・ストーンが大規模なアンケートを参照した「オールタイム・ベストアルバム500」で100位にランクイン。

## 来歴
1961年4月にキーボーディストのロッド・アージェントを中心にロンドン郊外のセント・アルバーンズで結成。当初はバンド名を「the Mustangs（ムスタングス）」にする予定だったが、既に同名のバンドが存在していたため、ポール・アーノルドが提案した「ゾンビーズ」に決まった。後にアーノルドは医者を志すために脱退し、クリス・ホワイトが加入。
「イブニング・ニュース」紙主催の「ハートビート･コンテスト」で優勝し、デッカ・レコードと契約。1964年にシングル「シーズ・ノット・ゼア」でデビュー。同曲は全英12位、全米2位を記録する大ヒットとなった。当時のブリティッシュ・インヴェイジョンの波に乗ってアメリカにも上陸し、1965年には「テル・ハー・ノー」をヒットチャートに送り込んだ（全英42位・全米6位）。チャート成績からも分かるように、彼等は基本的に本国イギリスよりもアメリカで高い人気を博した。
しかし人気は長続きせず、1966年に入ると早くもシングルヒットは途絶えてしまう。1967年にCBSレコードに移籍。1968年に発表したアルバム『オデッセイ・アンド・オラクル』はメロトロンを大幅に導入するなど意欲的な作品であったが、制作途中からバンド内の人間関係が悪化し、完成とほぼ同時にバンドは解散してしまう。ところが、当時米CBSのプロデューサーであったアル・クーパーの進言によりアメリカでシングルカットされた「ふたりのシーズン」が翌1969年に大ヒット（全米3位）。レコード会社の度重なる要請や、偽物バンドの出現にもかかわらず、アージェントの決意は固く、再結成はされなかった。
日本では、67年にザ・カーナビーツが「好きさ好きさ好きさ（アイ・ラブ・ユー）」を日本語でカヴァーしてデビュー、ヒットを記録している。
その後、ボーカリストのコリン・ブランストーンはソロ・アーティストになり、アージェントは新バンド「アージェント」を結成。1977年と1989年の再結成はあくまで一時的なものだった。2004年にアージェントはブランストーンとのデュオによるゾンビーズ名義のアルバムをリリース。現在もライブで活動中。
日本公演は、2001年にアージェントとブランストーンのデュオ、2010年にブランストーン、2011年と2012年、2015年にゾンビーズの名義で行なわれた。
2019年には、ロックの殿堂入りを果たした。

## メンバー

### 現メンバー
- ロッド・アージェント - キーボード、リード・ボーカル、バッキング・ボーカル（1958年 - 1967年、1997年、2004年 - 現在）
- コリン・ブランストーン - リード・ボーカル、バッキング・ボーカル（1961年 - 1967年、1990年 - 1991年、1997年、2004年 - 現在）
- スティーヴ・ロッドフォード - ドラムス、パーカッション（2004年 - 現在）
- トムー・トーミー - ギター、バッキング・ボーカル（2010年 - 現在）
- ソレン・コック - ベースギター、バッキング・ボーカル（2018年 - 現在）

### 旧メンバー
- ポール・アトキンソン - ギター（1958年 - 1967年、1990年 - 1991年、1997年; 2004年逝去）
- ヒュー・グランディー - ドラムス、パーカッション（1958年 - 1967年、1990年 - 1991年、1997年<ツアー・ゲスト>、2007年、2017年）
- ポール・アーノルド - ベースギター（1961年 - 1962年）
- クリス・ホワイト - ベースギター、バッキング・ボーカル、リード・ボーカル（1962年 - 1967年、1990年 - 1991年、1997年<ツアー・ゲスト>、2007年、2017年）
- セバスチャン・サンタ・マリア - キーボード、ギター（1990年 - 1991年; 1996年逝去）
- ジム・ロッドフォード - ベースギター、バッキング・ボーカル（2004年 - 2018年; 2018年逝去）
- キース・エイリー - ギター、バッキング・ボーカル（2004年 - 2010年）
- ダリアン・サハナジャ - キーボード、バッキング・ボーカル（2007年、2017年）

## ディスコグラフィ

### スタジオ・アルバム
| 発売日        | タイトル                           | 原題                      | 備考 |
| ------------- | ---------------------------------- | ------------------------- | --- |
| 1965年1月     | ザ・ゾンビーズ                     | The Zombies               | 米PARROT編集盤。日本、台湾（海賊盤）でも同内容で発売された。                                                         |
| 1965年3月     | ビギン・ヒア                       | Begin Here                | 英DECCA編集盤。フィリピンでも同内容で発売された。                                                                    |
| 1968年4月19日 | オデッセイ・アンド・オラクル       | Odessey and Oracle        | 英CBS・米DATEより発売。日本盤は米盤と同じジャケットでCBSソニーから発売。ポーランド盤・再発盤に別ジャケット違いあり。 |
| 1990年        | ザ・リターン・オブ・ザ・ゾンビーズ | The Return of the Zombies | |
| 1991年        | ニュー・ワールド                   | New World                 | |
| 2004年5月5日  | アズ・ファー・アイ・キャン・シー…  | As Far As I Can See...    | |
| 2011年5月9日  | ブリーズ・アウト、ブリーズ・イン   | Breathe Out, Breathe In   | |
| 2015年        | スティル・ガット・ザット・ハンガー | Still Got That Hunger     | |
| 2023年4月1日  | ディファレント・ゲーム             | Defferent Game            | |

### ミニ・アルバム
| 発売日    | タイトル       | 原題        | 備考 |
| --------- | -------------- | ----------- | ---- |
| 1965年1月 | ザ・ゾンビーズ | The Zombies |      |

### シングル
| 発売日     | タイトル (A面, B面) | チャート | チャート | チャート | チャート | チャート   | 初収録アルバム                                                              | 初収録アルバム                                                 |
| 発売日     | タイトル (A面, B面) | UK       | AUS      | Canada   | US       | US Cashbox | UK                                                                          | US                                                             |
| ---------- | --- | -------- | -------- | -------- | -------- | ---------- | --------------------------------------------------------------------------- | -------------------------------------------------------------- |
| 1964年8月  | 「シーズ・ノット・ゼア」 b/w「ユー・メイク・ミー・フィール・グッド」                                                                                  | 12位     | 11位     | 2位      | 2位      | 1位        | A：『ビギン・ヒア』 B：『Rock Roots』                                       | A：『ザ・ゾンビーズ』 B：『Early Days』                        |
| 1964年11月 | 「リーヴ・ミー・ビー」 b/w「ウーマン」 （アメリカ未発売）                                                                                             | －       | 81位     | －       | NR       | NR         | A：『Rock Roots』 B：『ビギン・ヒア』                                       | A：『Early Days』 B：『ザ・ゾンビーズ』                        |
| 1964年12月 | 「テル・ハー・ノー」 b/w「ホワット・モアー・アイ・キャン・ドゥー?」（イギリス盤・オーストラリア版） b/w「リーヴ・ミー・ビー」（アメリカ盤・カナダ盤） | 42位     | 60位     | 6位      | 6位      | 6位        | A：『The World of the Zombies』 UK B：『ビギン・ヒア』 US B：『Rock Roots』 | A & UK B：『ザ・ゾンビーズ』 US B：『Early Days』              |
| 1965年3月  | 「シーズ・カミング・ホーム」 b/w「アイ・マスト・ムーヴ」                                                                                              | －       | －       | 21位     | 58位     | 48位       | A：『Time of the Zombies』 B：アルバム未収録                                | A：『Time of the Zombies』 B：『Early Days』                   |
| 1965年6月  | 「アイ・ウォント・ユー・バック・アゲイン」 b/w「リメンバー・ウェン・アイ・ラブド・ハー」 （アメリカ・カナダ限定発売）                                 | NR       | NR       | －       | 95位     | 92位       | A：アルバム未収録 B：『ビギン・ヒア』                                       | A：『Early Days』 B：アルバム未収録                            |
| 1965年8月  | 「お好きな時に」 b/w「好きさ好きさ好きさ」 | －       | －       | －       | 110位    | －         | 『Rock Roots』                                                              | 『Early Days』                                                 |
| 1965年9月  | 「ジャスト・アウト・オブ・リーチ」 b/w「リメンバー・ユー」                                                                                            | －       | －       | －       | 113位    | －         | A：『The World of the Zombies』 B：『Rock Roots』                           | アルバム未収録                                                 |
| 1966年2月  | 「イズ・ディス・ザ・ドリーム?」 b/w「ドント・ゴー・アウェイ」                                                                                         | －       | －       | －       | －       | －         | A：『Rock Roots』 B：アルバム未収録                                         | A：『Time of the Zombies』 B：『Early Days』                   |
| 1966年6月  | 「インディケイション」 b/w「ハウ・ウィー・ワー・ビフォー」                                                                                            | －       | －       | －       | －       | －         | 『Rock Roots』                                                              | A：『Early Days』 B：アルバム未収録                            |
| 1966年9月  | 「ゴタ・ゲット・ア・ホールド・オブ・マイセルフ]」 b/w「ザ・ウェイ・アイ・フィール・インサイド」 （イギリス限定発売）                                  | －       | NR       | NR       | NR       | NR         | A：『Rock Roots』 B：『ビギン・ヒア』                                       | アルバム未収録                                                 |
| 1967年3月  | 「ゴーイン・アウト・オブ・マイ・ヘッド」 「シー・ダズ・エヴリスィング・フォー・ミー」 （イギリス限定発売）                                            | －       | NR       | NR       | NR       | NR         | A：『Rock Roots』 B：『The World of the Zombies』                           | A：アルバム未収録 B：『Early Days』                            |
| 1967年10月 | 「フレンズ・オブ・マイン」 b/w「ビーチウッド・パーク」 （イギリス限定発売）                                                                           | －       | NR       | NR       | NR       | NR         | 『オデッセイ・アンド・オラクル』                                            | 『オデッセイ・アンド・オラクル』                               |
| 1967年11月 | 「独房44」 b/w「メイビー・アフター・ヒーズ・ゴーン」                                                                                                  | －       | －       | －       | －       | －         | 『オデッセイ・アンド・オラクル』                                            | 『オデッセイ・アンド・オラクル』                               |
| 1968年4月  | 「ふたりのシーズン」 「アイル・コール・ユー・マイン」                                                                                                 | －       | NR       | 3位      | NR       | －         | A：『オデッセイ・アンド・オラクル』 B：アルバム未収録                       | A：『オデッセイ・アンド・オラクル』 B：『Time of the Zombies』 |
| 1968年6月  | 「好きさ好きさ好きさ」 b/w「ザ・ウェイ・アイ・フィール・インサイド」 （イギリス限定発売）                                                             | －       | NR       | NR       | NR       | NR         | A：『Rock Roots』 B：『ビギン・ヒア』                                       | A：『Early Days』 B：アルバム未収録                            |
| 1968年7月  | 「ブッチャーズ・テイル」 b/w「今日からスタート」 （アメリカ・カナダ限定発売）                                                                         | NR       | NR       | －       | －       | －         | 『オデッセイ・アンド・オラクル』                                            | 『オデッセイ・アンド・オラクル』                               |
| 1969年3月  | 「ふたりのシーズン」 b/w「フレンズ・オブ・マイン」（アメリカ限定発売）                                                                                | NR       | 43位     | 1位      | 3位      | 1位        | 『オデッセイ・アンド・オラクル』                                            | 『オデッセイ・アンド・オラクル』                               |
| 1969年5月  | 「イマジン・ザ・スワン」 b/w「コンヴァセイション・オフ・フローラル・ストリート」 （アメリカ限定発売）                                                 | NR       | NR       | 59位     | 109位    | 77位       | 『Time of the Zombies』                                                     | A：『Time of the Zombies』 B：アルバム未収録                   |
| 1969年7月  | 「イフ・イット・ドント・ウォーク・アウト」 b/w「ドント・クライ・フォー・ミー」                                                                        | NR       | NR       | －       | －       | －         | 『Time of the Zombies』                                                     | 『Time of the Zombies』                                        |